# Bhāva
Bhāva ou Bhava (भाव em Sânscrito), significa o estado de ser, um tornar-se sujeito, um estado da mente, de भू bhū, (tornar-se) sendo frequentemente traduzido como sentimento, emoção, humor, estado de espírito devocional.
No Budismo, bhāva denota a continuidade da vida e da morte, incluindo a reencarnação e a maturidade dela recorrente.
Na tradição bhakti bhāva denota o clima de êxtase, auto-entrega e canalização de energias emocionais que é induzida pela maturação de devoção do ishtadeva (objeto de devoção).